# Pastor Troy
Pastor Troy, född som Micah Levar Troy 1977 i College Park i Georgia, är en amerikansk rappare. Hans sånger har blivit uppmärksammade för att ibland vara en mix av religiös bakgrund och gatutexter, vilket förvånar många lyssnare.
Han har släppt 10 album sedan år 1999, då hans första album släpptes.

## Album
- We Ready- I Declare War
- By Any Means Necessary  [300 744 album sålda]
- Book I: Pastor Troy and the Congregation
- Face Off  [278 997 album sålda]
- Universal Soldier   [304 832 album sålda]
- Pastor Troy for President
- Face Off Part 2  [225 893 album sålda]
- Money and Power
- 4 my hustlaz
- Stay Tru   [100 000 album sålda]